# Тахара Ютака
Ютака Тахара (яп. 田原 豊, нар. 27 квітня 1982, Каґосіма) — японський футболіст, що грав на позиції нападника.
Виступав, зокрема, за клуб «Кіото Санга», а також молодіжну збірну Японії.

## Клубна кар'єра
У дорослому футболі дебютував 2001 року виступами за команду клубу «Йокогама Ф. Марінос», в якій провів один сезон, взявши участь у 13 матчах чемпіонату. 
Своєю грою за цю команду привернув увагу представників тренерського штабу клубу «Кіото Санга», до складу якого приєднався 2002 року. Відіграв за команду з Кіото наступні сім сезонів своєї ігрової кар'єри. Більшість часу, проведеного у складі «Кіото Санга», був основним гравцем атакувальної ланки команди.
Згодом з 2009 по 2014 рік грав у складі команд клубів «Сьонан Бельмаре», «Йокогама» та таїландського «Самут Сонгхрам».
Завершив професійну ігрову кар'єру у клубі «Кагосіма Юнайтед», за команду якого провів одну гру 2015 року.

## Виступи за збірну
Протягом 2000–2001 років залучався до складу молодіжної збірної Японії. На молодіжному рівні зіграв у 3 офіційних матчах, забив 1 гол.

## Титули і досягнення
- Володар Кубка Джей-ліги (1):

«Йокогама Ф. Марінос»: 2001